# Bahnhof Marburg (Lahn)
Der Bahnhof Marburg (Lahn) liegt an Streckenkilometer 104,3 der Main-Weser-Bahn im Nordosten Marburgs und wird täglich von etwa 12.000 Menschen frequentiert.

## Name
Offiziell trägt der Bahnhof die Bezeichnung Marburg (Lahn). Analog zur Bezeichnung Marburg Südbahnhof für den Haltepunkt Marburg Süd wird jedoch die innerörtliche Benennung Marburg Hauptbahnhof häufiger verwendet. Von seiner Eröffnung 1850 bis zur Eröffnung des Südbahnhofs 1897 trug der Bahnhof die Bezeichnung Marburg/Lahn. Den Namen Hauptbahnhof trägt auch der Busbahnhof am Marburger Bahnhof.

## Geschichte

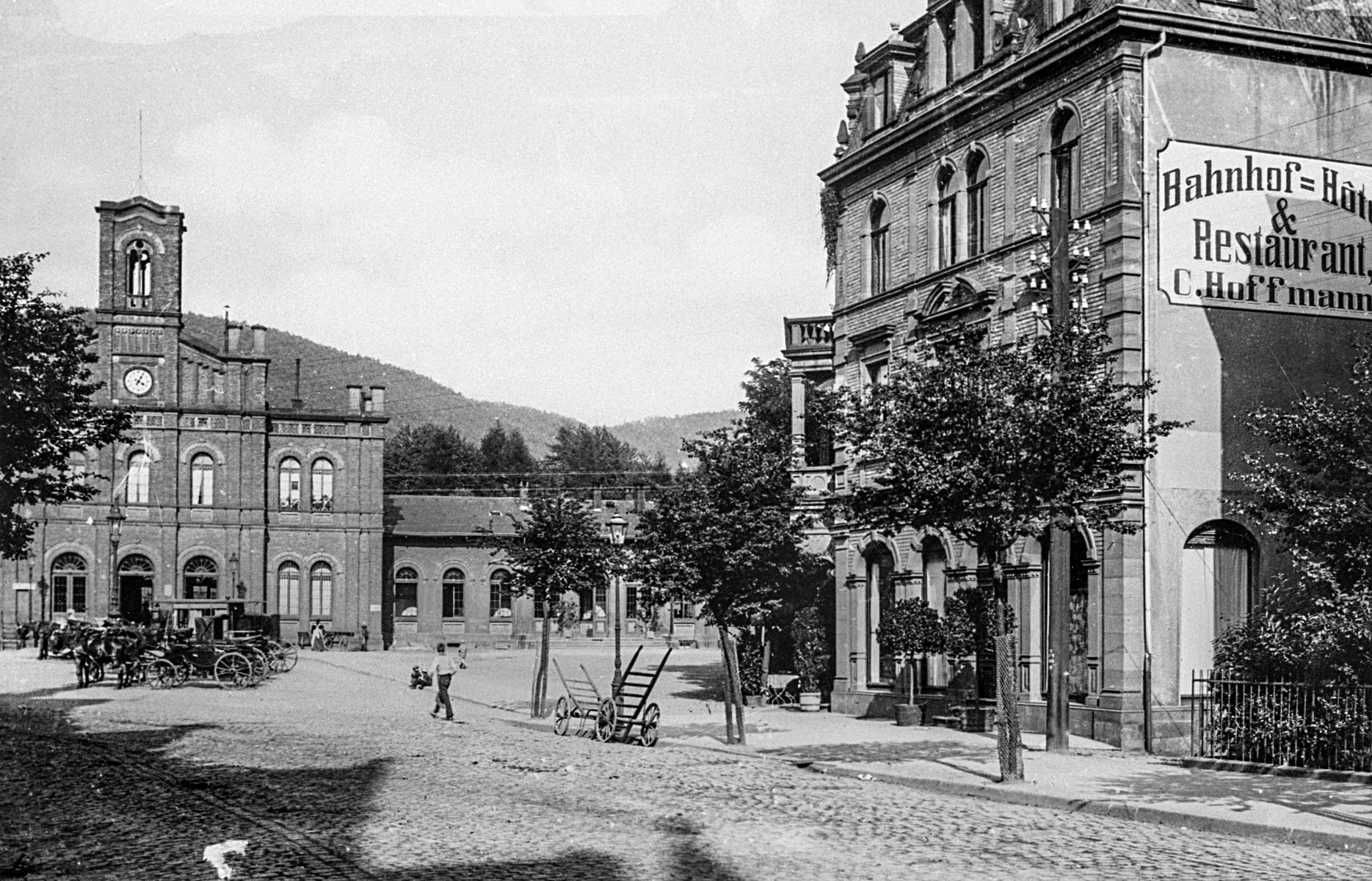
Erstes Bahnhofsgebäude um 1900

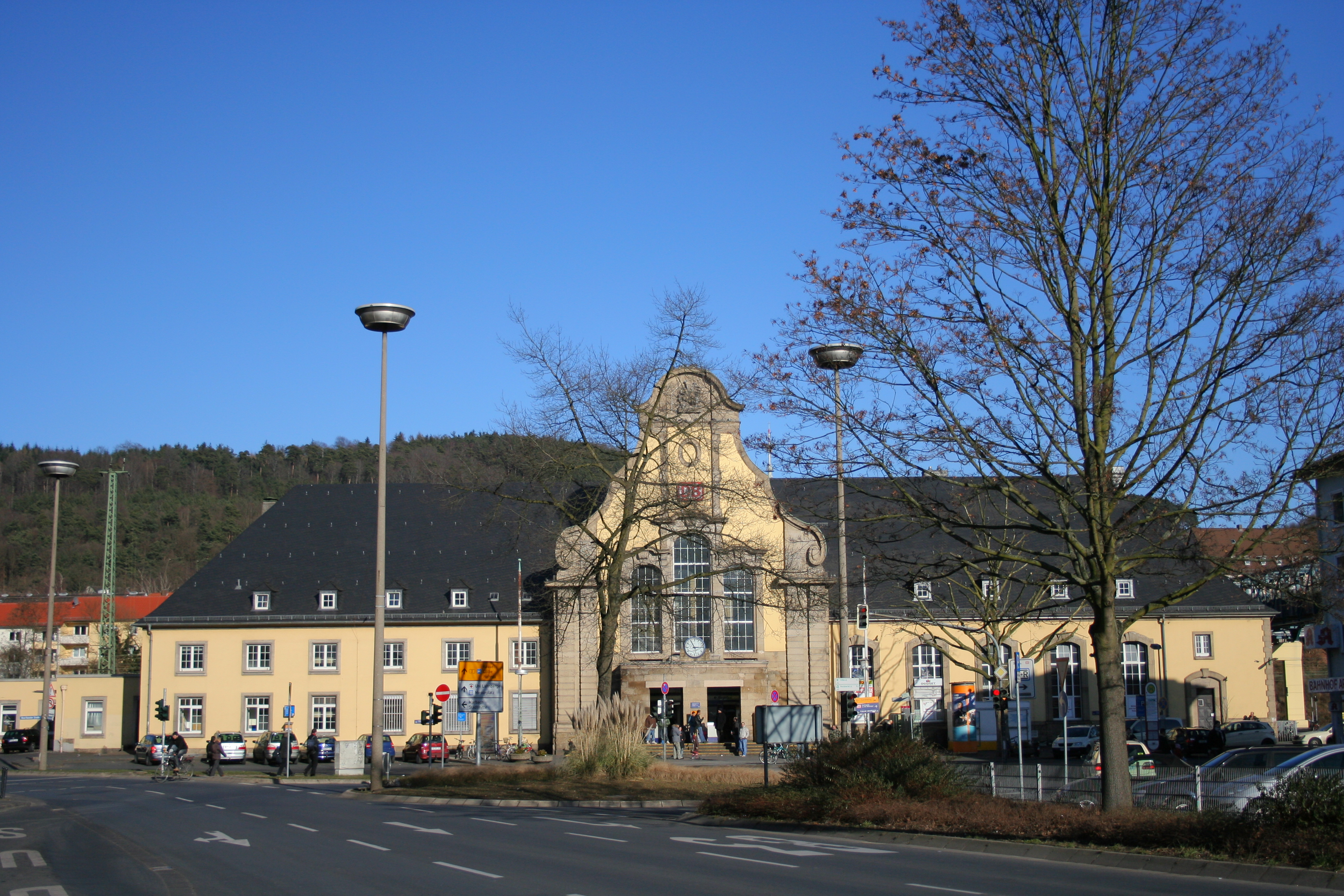
Bahnhofsgebäude 2008, vor der Umgestaltung

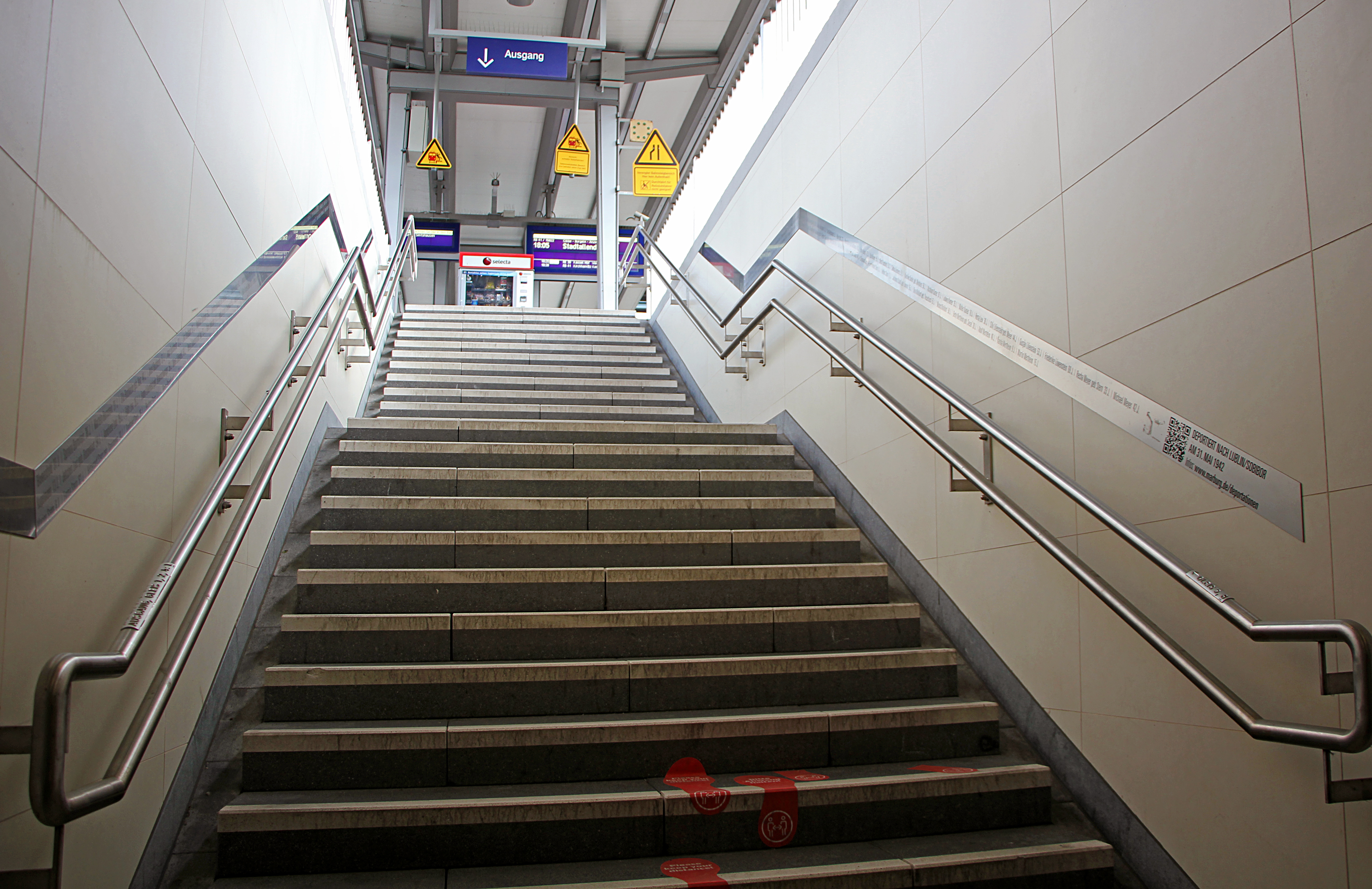
Gedenkbänder für die Deportationen auf Gleis 8

Der Bahnhof wurde mit dem Bau der Main-Weser-Bahn 1850 fertiggestellt und kam aufgrund der Streckenführung außerhalb des bebauten Gebiets der Stadt auf der anderen Seite der Lahn zu liegen. Aufgrund seiner Lage auf halber Strecke zwischen Frankfurt und Kassel, kam ihm betrieblich eine besondere Bedeutung zu, wurden hier doch die damals notwendigen Lokwechsel durchgeführt, um möglichst kurze Fahrzeiten zu erhalten, ohne auf das erneute Bunkern von Wasser und Kohle der Lokomotive warten zu müssen. Um diesem zu erwartenden hohen Verkehrsaufkommen begegnen zu können, wurden die Bahnanlagen des Bahnhofs mit Güterschuppen und vierständigem Lokschuppen mit Drehscheibe und eigener Werkstatt von Anfang an üppig gestaltet. Nachdem 1856 die Strecken von Kassel nach Hannover fertiggestellt wurde, verkehrten auch Züge in Richtung Bremen, Hamburg und Magdeburg, sowie bis 1868 Züge nach Berlin. Mit dem Bau zusätzlicher Strecken in der Nähe von Marburg (1883 Kreuztal–Cölbe, 1890 Sarnau–Frankenberg/Eder, 1894 Niederwalgern–Herborn, 1914 Kirchhain–Gemünden/Wohra) verkehrten Lokomotiven des Betriebswerkes (Bw) Marburg auch zunehmend auf diesen Strecken, was eine Vergrößerung des Maschinenparks und der notwendigen Bahnanlagen zur Folge hatte, wie sie bis zur Schließung des Bws 1989 vorhanden waren.
Seit 1903 endete am Bahnhof die Straßenbahn Marburg. Zunächst handelte es sich dabei um eine Pferdebahn, die 1911 auf elektrischen Betrieb umgerüstet wurde. Nach dem Zweiten Weltkrieg entschied man sich gegen einen Weiterbetrieb und die Straßenbahn stellte 1951 ihren Betrieb ein. Kurze Zeit später wurde der Oberleitungsbus Marburg, der die Straßenbahn ersetzte, eröffnet. Dieser wurde schließlich 1968 auch eingestellt.
Von Dezember 1941 bis März 1943 wurden vom Hauptbahnhof Marburg aus in vier Deportationen insgesamt 346 Bürgerinnen und Bürger aus Marburg und Umgebung in die nationalsozialistischen Konzentrationslager verschleppt. Die meisten wurden dort umgebracht. Daran erinnern seit 2015 die vier Gedenkbänder auf Gleis 8. Sie enthalten die Namen der deportierten 268 Juden sowie 78 Sinti und Roma.
1945 wurde der Bahnhof mehrmals von Luftangriffen und abgeworfenen Bomben schwer beschädigt bzw. teilweise völlig zerstört. Hauptziel waren hierbei die durchgehenden Hauptgleise sowie das Betriebswerk. Trotzdem konnte bis zum Eintreffen von amerikanischen Streitkräften am 28. März 1945 ein notdürftiger Zugverkehr aufrechterhalten werden.

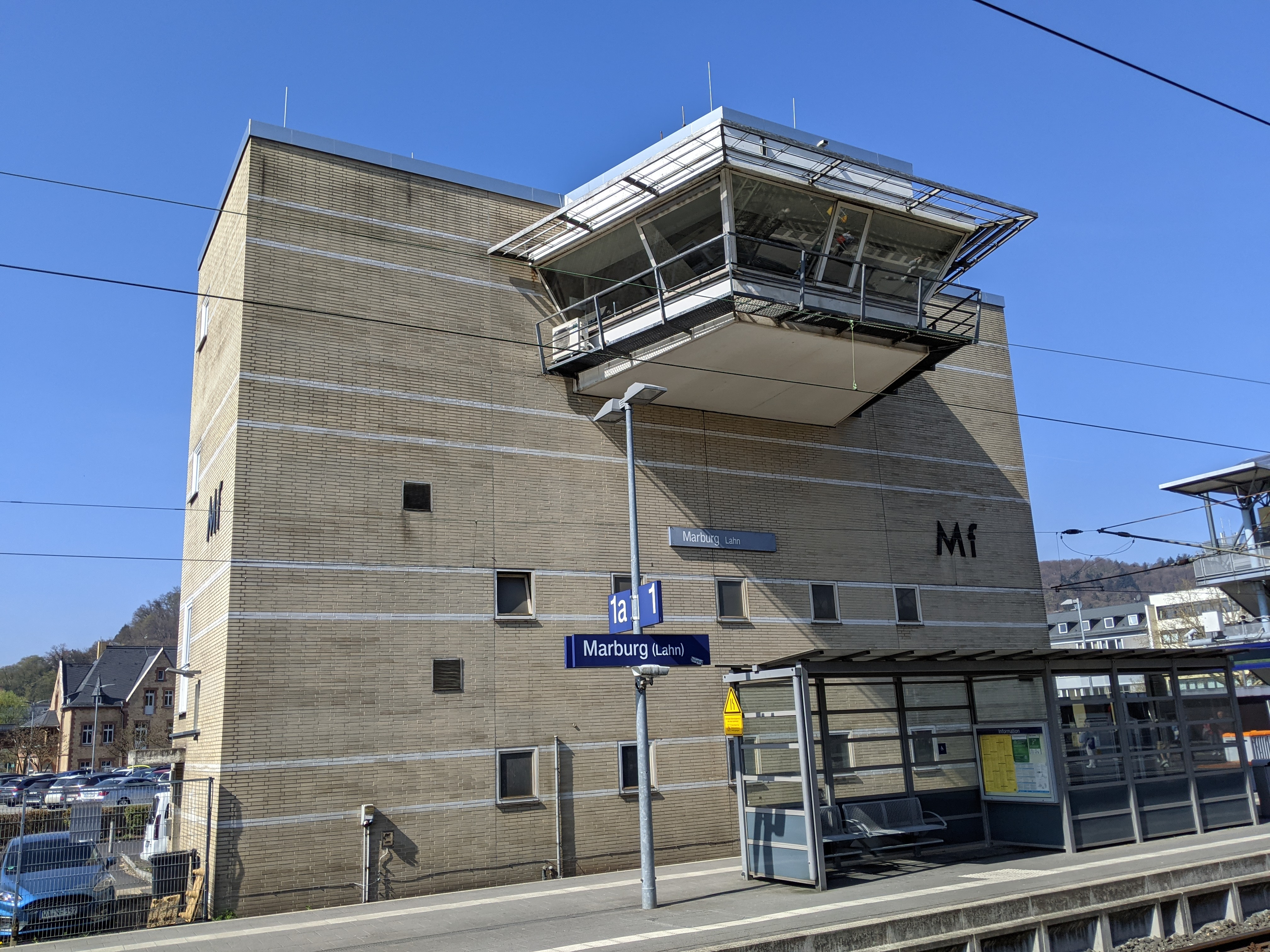
Stellwerk Marburg

Am 20. März 1967 wurde der Bahnhof elektrifiziert und die Bahnanlagen modernisiert. Hierbei wurde auch das 1969 fertiggestellte Drucktastenstellwerk in Betrieb genommen. Es ersetzte die beiden mechanischen Stellwerke im Bahnhof und ist bis heute in Betrieb.

### Umgestaltung
Empfangsgebäude, Verkehrsstation und Bahnhofsumfeld wurden von 2009 bis 2015 für insgesamt elf Millionen Euro umgestaltet. Unter anderem wurde der Bahnhofsvorplatz dadurch verkehrsberuhigt und erreicht, dass der Verkehr zwischen Innenstadt und Neuer Kasseler Straße nicht mehr direkt vor dem Bahnhofsgebäude vorbeifließt, sondern die Ernst-Giller-Straße nutzt. In den Obergeschossen des Bahnhofs entstanden Dienstleistungseinrichtungen. Die Bauarbeiten am Empfangsgebäude begannen am 3. Dezember 2009. Im Oktober 2010 erfolgte der erste Spatenstich für die Arbeiten am Bahnhofsvorplatz, wo im ersten Bauabschnitt bis Ende 2011 zunächst die anliegende Verkehrsführung geändert wurde. Der Abschluss des Gesamtprojekts erfolgte im Frühjahr 2015, die offizielle Einweihung fand am 22. Mai statt.

### Auszeichnung
Der Bahnhof wurde im August 2015 von der Allianz pro Schiene als Bahnhof des Jahres 2015 ausgezeichnet.

## Hochbauten

### Empfangsgebäude
Das erste Empfangsgebäude, eröffnet 1850, stammte von Julius Eugen Ruhl. Es war damals das größte Empfangsgebäude in Kurhessen. 1907 wurde es im Zuge einer Erweiterung des Bahnhofs durch ein von dem Architekten Alois Holtmeyer entworfenes Gebäude ersetzt. Nachdem dieses im Zweiten Weltkrieg schwer beschädigt worden war, wurde seine äußere neobarocke Form nach Kriegsende weitgehend wiederhergestellt.

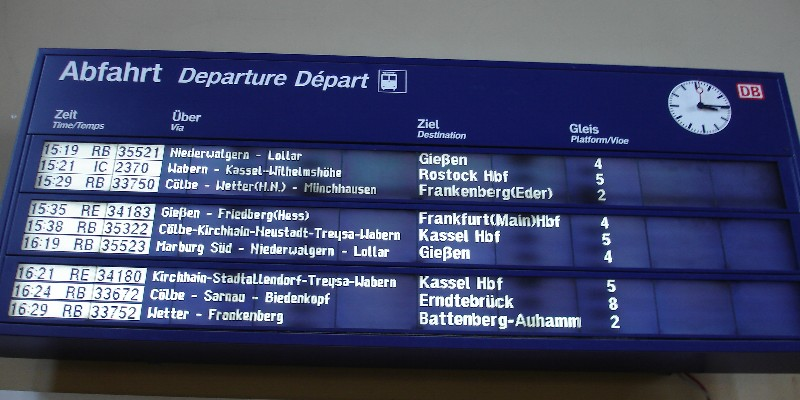
Anzeigetafel

2004 wurde der Bahnhof mit digitalen Anzeigetafeln an den Bahnsteigen sowie im Empfangsgebäude versehen und zum rauchfreien Bahnhof erklärt. Ab 2011 wurde der Bahnhof umfassend renoviert.
Das Empfangsgebäude und die übrigen Hochbauten des Bahnhofs sind heute überwiegend Kulturdenkmäler nach dem Hessischen Denkmalschutzgesetz.

### Bahnbetriebswerk Marburg
Im südöstlichen Bahnhofsbereich lag das ehemalige Bahnbetriebswerk. Es wurde 1850 zusammen mit dem Empfangsgebäude erbaut und umfasste eine Reparatur-Werkstatt sowie einen vierständigen Lokschuppen. In den 1890er Jahren wurde das Betriebswerk umfassend vergrößert, um dem gesteigerten Bedarf gerecht zu werden.
Dazu zählten ein in Backsteinbauweise errichteter achtzehn-ständiger Ringlokschuppen mit Drehscheibe, die angeschlossene Lok-Werkstatt, eine Wagenreparatur-Werkstatt, ein Kohlenlager, eine Betriebsküche und weitere Nebengebäude, die heute noch vorhanden sind. Die ehemalige Wagenhalle wird nunmehr als Kulturzentrum genutzt.
Am 30. Mai 1960, sieben Jahre vor der Elektrifizierung der Main-Weser-Bahn wurde die letzte Dampflok nach Fulda abgegeben. Bis 1967 wurde der Betrieb mit Diesellokomotiven und Triebwagen durchgeführt. Trotzdem wurden bis zur Elektrifizierung weiterhin Dampfloks anderer Dienststellen beherbergt und mit Kohle und Wasser versorgt.
Am 1. Oktober 1983 wurde das Bw Marburg aufgelöst und dem Bw Gießen als Außenstelle unterstellt. Exakt 6 Jahre später, am 1. Oktober 1989, wird auch das Bw Gießen geschlossen.
|               | 1912 | 1919 | 1933 | 1944 | 1945 | 1950 | 1952 | 1957 | 1959 | 1963 | 1965 | 1976 | 1983 | 1988 | 1989 |
| ------------- | ---- | ---- | ---- | ---- | ---- | ---- | ---- | ---- | ---- | ---- | ---- | ---- | ---- | ---- | ---- |
| BR P4         | 7    |      |      |      |      |      |      |      |      |      |      |      |      |      |      |
| BR 24         |      |      | 2    |      |      |      |      |      |      |      |      |      |      |      |      |
| BR 38         | 3    | 10   | 9    | 9    | 7    | 9    | 10   | 10   | 8    |      |      |      |      |      |      |
| BR 41         |      |      |      |      |      | 18   | 9    | 8    |      |      |      |      |      |      |      |
| BR 50         |      |      |      | 10   | 32   | 7    | 3    |      |      |      |      |      |      |      |      |
| BR 52         |      |      |      |      | 11   | 1    |      |      |      |      |      |      |      |      |      |
| BR 55         |      |      |      | 8    | 2    |      |      |      |      |      |      |      |      |      |      |
| BR 57         | 2    | 23   | 11   | 1    |      |      |      |      |      |      |      |      |      |      |      |
| BR 86         |      |      |      |      |      |      | 4    | 7    | 8    |      |      |      |      |      |      |
| BR 89         | 1    |      |      |      |      |      |      |      |      |      |      |      |      |      |      |
| BR 91         | 2    | 2    | 10   | 9    | 7    | 8    | 6    | 5    | 2    |      |      |      |      |      |      |
| BR 92         |      |      | 1    |      |      |      |      |      |      |      |      |      |      |      |      |
| BR 93         |      | 5    | 5    | 8    | 7    | 8    | 6    | 7    | 7    |      |      |      |      |      |      |
| BR 94         |      |      |      |      | 2    |      |      |      |      |      |      |      |      |      |      |
| BR 211/212    |      |      |      |      |      |      |      |      |      | 21   | 17   |      |      |      |      |
| BR 260/360    |      |      |      |      |      |      |      |      | 3    | 6    | 5    |      |      | 1    | 1    |
| BR 265        |      |      |      |      |      |      |      | 15   | 15   |      |      |      |      |      |      |
| BR 323        |      |      |      |      |      |      |      |      |      |      |      |      |      | 2    |      |
| BR 332/333    |      |      |      |      |      |      |      |      |      |      |      |      |      | 3    | 2    |
| BR 701        |      |      |      |      |      |      |      |      |      |      |      | 1    | 1    |      |      |
| BR 795        |      |      |      |      |      |      | 2    | 5    | 5    | 5    | 4    | 3    |      |      |      |
| BR 796        |      |      |      |      |      |      |      |      |      |      |      |      |      |      | 2    |
| BR 798        |      |      |      |      |      |      |      | 3    | 4    | 9    | 9    | 12   | 18   | 7    | 4    |
| BR VT 70.9    |      |      |      |      |      | 1    |      |      |      |      |      |      |      |      |      |
| Gesamtbestand | 15   | 37   | 38   | 45   | 68   | 51   | 38   | 60   | 52   | 41   | 35   | 16   | 19   | 13   | 9    |

## Bedeutung
Der Bahnhof Marburg wird von der DB Station&Service betreut und in der Preisklasse 3 eingestuft.
Da Marburg Sitz der Blista ist, sind im Bahnhofsbereich Orientierungspläne für Sehbehinderte vorhanden.
Der Bahnhof wird von verschiedenen Stadtbuslinien des Nahverkehrs der Stadt Marburg angefahren. Zudem ist der dortige Busbahnhof Start- und Endpunkt für zahlreiche Linien im Regionalbusverkehr.
Nordöstlich des Personenbahnhofs liegt ein stillgelegter Güterbahnhof, der aus einer kleinen Rangieranlage (Ablaufberg mit vier kurzen Rangiergleisen) und den nördlich davon gelegenen ehemaligen Ladegleisen bestand.

## Gleise

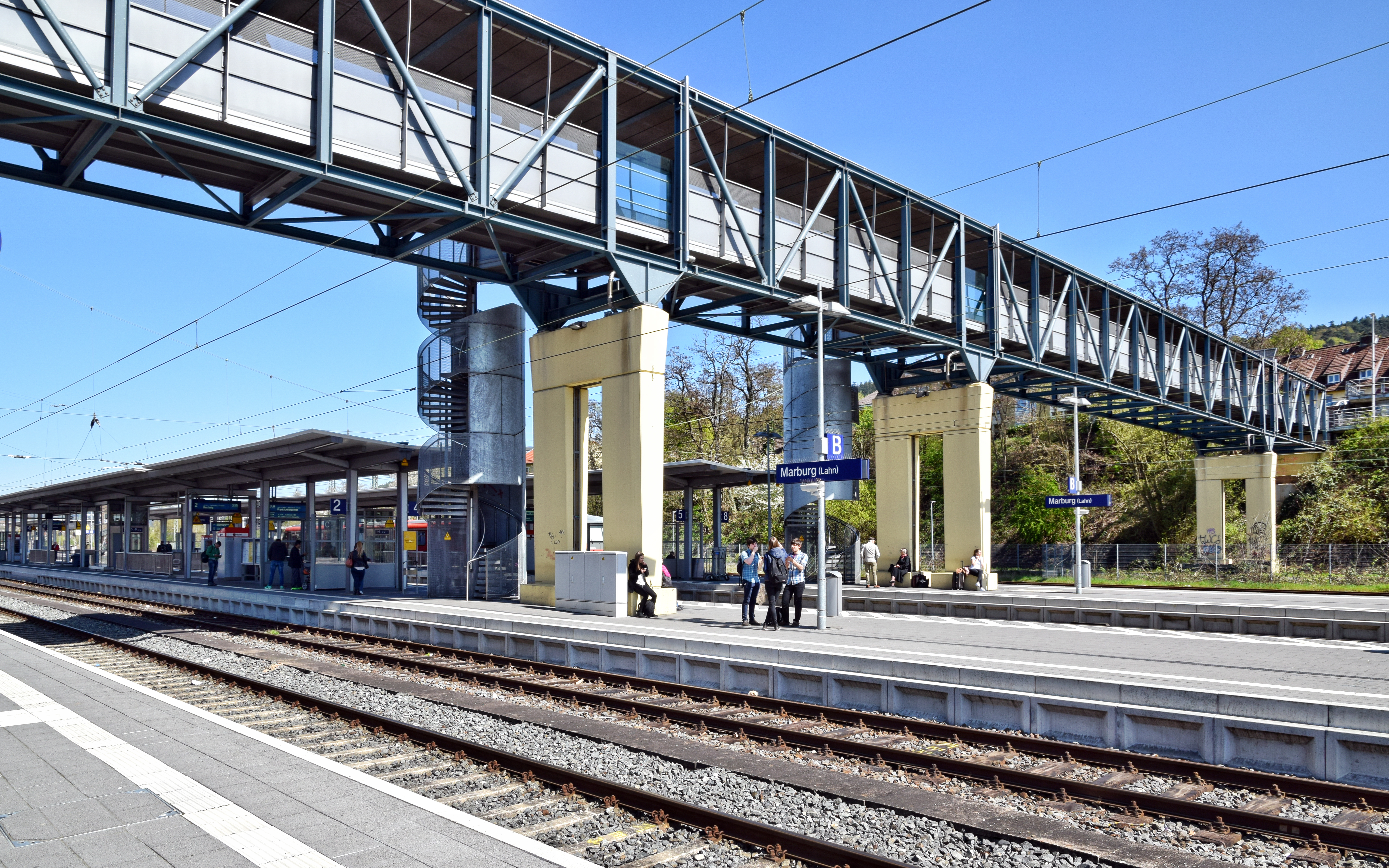
Gleise und Überführung

Der Bahnhof besitzt sechs Bahnsteiggleise. An den Gleisen 4 und 5 halten die durchgehend über die Main-Weser-Bahn verkehrenden Züge, an den Gleisen 1, 2 und 8 die Züge der Burgwaldbahn, die von Marburg nach Frankenberg (Eder) führt und der Oberen Lahntalbahn nach Erndtebrück. Das Gleis 1a wird speziell für Züge genutzt, die in Marburg beginnen und in Richtung Gießen/Frankfurt fahren.

## Verkehr

### Fernverkehr
In den 1980er Jahren hielt der IC-Zug Herkules (Kassel – München) in Tagesrandlage in Marburg. 2002 wurde die Interregio-Verbindung auf der Main-Weser-Bahn (Linie 19) in Intercity umklassifiziert; 2018 in ICE. Seitdem ist Marburg ICE-Systemhalt für die Relation Karlsruhe–Stralsund auf der Linie 26. Der Bahnhof wird im 2-Stunden-Takt bedient, zudem gibt es eine Intercity-Direktverbindung nach Westerland (Sylt) sowie einzelne Verstärkerleistungen im Wochenendverkehr.
| Linie  | Strecke | Taktfrequenz         |
| ------ | --- | -------------------- |
| ICE 26 | (Stralsund –) Hamburg – Hannover – Kassel-Wilhelmshöhe – Marburg – Friedberg – Frankfurt – Heidelberg – Karlsruhe       | Zweistundentakt      |
| IC 26  | Karlsruhe – Darmstadt – Frankfurt – Friedberg – Marburg – Kassel-Wilhelmshöhe – Hannover – Celle – Hamburg – Westerland | täglich, ein Zugpaar |

(Stand 2024)

### Nahverkehr
Auf der Main-Weser-Bahn wird der Bahnhof im Nahverkehr vom Regional-Express der Linien RE 30 und RE 98 Frankfurt Hbf – Treysa/Kassel Hbf (Main-Weser-Express/Mittelhessen-Express) bedient. Der Bahnhof ist weiter Anfangs- und Endbahnhof von Oberer Lahntalbahn und Burgwaldbahn, die beide in Cölbe von der Main-Weser-Bahn abzweigen. Des Weiteren beginnen bzw. enden einige Regionalbahnen aus Gießen sowie einzelne Regional-Express-Züge aus Frankfurt in Marburg. Die Aar-Salzböde-Bahn fuhr nur zeitweise bis Marburg, meist endete sie bereits im Abzweigbahnhof Niederwalgern. Seit Dezember 2010 verkehrt auch die Hessische Landesbahn von Marburg nach Frankfurt.
| Linie       | Verlauf | Takt | Betreiber        |
| ----------- | --- | --- | ---------------- |
| RE 30       | Main-Weser-Bahn: Frankfurt (Main) Hbf – (Frankfurt (Main) West –)* Friedberg (Hess) – (Bad Nauheim – Ostheim (b Butzbach) – Butzbach – Kirch Göns – Lang Göns – Großen Linden –)* Gießen – (Lollar – Friedelhausen – Fronhausen (Lahn) – Niederwalgern – Marburg Süd –)* Marburg (Lahn) – Kirchhain (Bz Kassel) – Stadtallendorf – Neustadt (Kr Marburg) – Treysa – Borken (Hess) – Wabern (Bz Kassel) – Kassel-Wilhelmshöhe – Kassel Hbf * nur einzelne Züge Stand: Fahrplanwechsel Dezember 2021 | 120 min (Frankf.–Gießen/Marburg Verstärkerzüge)                                                                                          | DB Regio Mitte   |
| RB 41       | Mittelhessen-Express: Frankfurt (Main) Hbf – Frankfurt (Main) West (– Bad Vilbel) (zweistdl.) – Friedberg (Hess) – Bad Nauheim (– Ostheim (b Butzbach)) (zweistdl.) – Butzbach (– Kirch Göns – Lang Göns – Großen Linden) (zweistdl.) – Gießen – Gießen Oswaldsgarten – Lollar – Friedelhausen – Fronhausen (Lahn) – Niederwalgern – Niederweimar – Marburg Süd – Marburg (Lahn) – Cölbe – Bürgeln – Anzefahr – Kirchhain (Bz Kassel) – Stadtallendorf (– Neustadt (Kr Marburg) – Schwalmstadt-Wiera – Treysa) (wochentags) Flügelung in Gießen. Zugteil nach Dillenburg als RB 40. Stand: Fahrplanwechsel Dezember 2021 | 60 min 40/80 min (Frankf.–Gießen) 30 min (Gießen–Marb. wochentags) 120 min (Marb.–Stadtallend. Wochenende) 120 min (Stadtallend.–Treysa) | HLB Hessenbahn   |
| RB 94       | Obere Lahntalbahn: Marburg (Lahn) – Cölbe – Lahntal-Sarnau – Goßfelden – Sterzhausen – Caldern – Buchenau (Lahn) – Friedensdorf (Lahn) – Wilhelmshütte (Lahn) – Biedenkopf – Biedenkopf Campus – Wallau (Lahn) – Bad Laasphe-Niederlaasphe – Bad Laasphe – Feudingen – Oberndorf (Wittgenstein) – Leimstruth – Schameder – Erndtebrück ( – Hilchenbach – Kreuztal – Siegen Hbf – Betzdorf (Sieg)) (2 Zugpaare Samstags von/bis Betzdorf) Stand: Fahrplanwechsel Dezember 2021 | 120 min 60 min (Marburg–Laasphe werktags)                                                                                                | DB Kurhessenbahn |
| RE 97 RB 97 | Lahn-Sauerland-Express: Brilon Stadt – Brilon Wald – Willingen – Usseln – Korbach Hbf – Korbach Süd – Vöhl-Thalitter (nur RB 97) – Vöhl-Herzhausen – Vöhl-Schmittlotheim (nur RB 97) – Vöhl-Ederbringhausen (nur RB 97) – Frankenberg-Viermünden – Frankenberg-Goßberg – Frankenberg (Eder) – Burgwald-Birkenbringhausen – Wiesenfeld – Ernsthausen – Münchhausen – Simtshausen – Wetter (Hessen) – Cölbe – Marburg (Lahn) Stand: Fahrplanwechsel Dezember 2021 | 60/120 min (Brilon–Frankenberg) 60 min (Frankenberg–Marburg)                                                                             | DB Kurhessenbahn |
| RE 98       | Main-Sieg-Express: Kassel Hbf – Kassel-Wilhelmshöhe – Baunatal-Guntershausen – Edermünde-Grifte – Felsberg-Wolfershausen – Felsberg-Altenbrunslar – Felsberg-Gensungen – Wabern (Bz Kassel) – Singlis – Borken (Hess) – Zimmersrode – Schlierbach (Kr Schwalm-Eder) – Treysa – Schwalmstadt-Wiera – Neustadt (Kr Marburg) – Stadtallendorf – Kirchhain (Bz Kassel) – Marburg (Lahn) – Gießen – Friedberg (Hess) – Frankfurt (Main) West (einzelne Züge im Berufsverkehr) – Frankfurt (Main) Hbf Gießen – Frankfurt vereinigt mit RE 99 von Siegen Stand: Fahrplanwechsel Dezember 2021                                   | 120 min | HLB Hessenbahn   |